# Patinação artística no Festival Olímpico Europeu da Juventude
A patinação artística é disputada no Festival Olímpico Europeu da Juventude desde a primeira edição dos Jogos em 1993, em Aosta.

## Lista de medalhistas

### Individual masculino
| Evento                           | Ouro                                        | Prata                                       | Bronze                                      | Ref.                                        |
| Aosta 1993                       | Markus Leminen · Finlândia                  | Thierry Cerez · França                      | Yevgeny Martynov · Ucrânia                  | [ 1 ]                                       |
| Andorra la Vella 1995 (detalhes) | Szabolcs Vidrai · Hungria                   | Vitaliy Danylchenko · Ucrânia               | David Jäschke · Alemanha                    | [ 2 ]                                       |
| Sundsvall 1997 (detalhes)        | Evgeni Plushenko · Rússia                   | Vakhtang Murvanidze · Geórgia               | Oleksandr Smokvin · Ucrânia                 | [ 3 ]                                       |
| Poprad-Tatry 1999 (detalhes)     | Stanislav Timchenko · Rússia                | Stéphane Lambiel · Suíça                    | Kristoffer Berntsson · Suécia               | [ 4 ]                                       |
| 2001                             | Não houve competição da patinação artística | Não houve competição da patinação artística | Não houve competição da patinação artística | Não houve competição da patinação artística |
| Bled 2003 (detalhes)             | Sergei Dobrin · Rússia                      | Yannick Ponsero · França                    | Radomir Soumar · Alemanha                   | [ 5 ]                                       |
| Monthey 2005 (detalhes)          | Adrian Schultheiss · Suécia                 | Kim Lucine · França                         | Nikita Mikhailov · Rússia                   | [ 6 ]                                       |
| Jaca 2007 (detalhes)             | Artem Grigoriev · Rússia                    | Alexander Majorov · Suécia                  | Alexandre Briancon · França                 | [ 7 ]                                       |
| Cieszyn 2009 (detalhes)          | Viktor Romanenkov · Estônia                 | Stanislav Pertsov · Ucrânia                 | Gordei Gorshkov · Rússia                    | [ 8 ]                                       |
| Liberec 2011 (detalhes)          | Petr Coufal · República Tcheca              | Maxim Kovtun · Rússia                       | Simon Hocquaux · França                     | [ 9 ]                                       |
| Brașov 2013 (detalhes)           | Adian Pitkeev · Rússia                      | Yaroslav Paniot · Ucrânia                   | Adrien Tesson · França                      | [ 10 ]                                      |
| Dornbirn 2015 (detalhes)         | Ivan Pavlov · Ucrânia                       | Deniss Vasiļjevs · Letônia                  | Dmitri Aliev · Rússia                       | [ 11 ]                                      |
| Erzurum 2017 (detalhes)          | Petr Gumennik · Rússia                      | Daniel Grassl · Itália                      | Nika Egadze · Geórgia                       | [ 12 ]                                      |

### Individual feminino
| Evento                           | Ouro                                        | Prata                                       | Bronze                                      | Ref.                                        |
| Aosta 1993                       | Irina Slutskaya · Rússia                    | Elena Liashenko · Ucrânia                   | Vanessa Gusmeroli · França                  | [ 1 ]                                       |
| Andorra la Vella 1995 (detalhes) | Nadezda Kanaeva · Rússia                    | Vanessa Gusmeroli · França                  | Krisztina Czakó · Hungria                   | [ 2 ]                                       |
| Sundsvall 1997 (detalhes)        | Julia Soldatova · Rússia                    | Julia Lautowa · Áustria                     | Gwenaëlle Jullien · França                  | [ 3 ]                                       |
| Poprad-Tatry 1999 (detalhes)     | Tamara Dorofejev · Hungria                  | Sarah Meier · Suíça                         | Svetlana Chernishova · Rússia               | [ 4 ]                                       |
| 2001                             | Não houve competição da patinação artística | Não houve competição da patinação artística | Não houve competição da patinação artística | Não houve competição da patinação artística |
| Bled 2003 (detalhes)             | Katharina Häcker · Alemanha                 | Lina Johansson · Suécia                     | Viktória Pavuk · Hungria                    | [ 5 ]                                       |
| Monthey 2005 (detalhes)          | Angelina Turenko · Rússia                   | Nicole Della Monica · Itália                | Kateryna Proyda · Ucrânia                   | [ 6 ]                                       |
| Jaca 2007 (detalhes)             | Sonia Lafuente · Espanha                    | Margarita Tertychnaya · Rússia              | Marcella De Trovato · Itália                | [ 7 ]                                       |
| Cieszyn 2009 (detalhes)          | Miriam Ziegler · Áustria                    | Joshi Helgesson · Suécia                    | Anne Line Gjersem · Noruega                 | [ 8 ]                                       |
| Liberec 2011 (detalhes)          | Polina Agafonova · Rússia                   | Ira Vannut · Bélgica                        | Monika Simančíková · Eslováquia             | [ 9 ]                                       |
| Brașov 2013 (detalhes)           | Maria Stavitskaia · Rússia                  | Anaïs Ventard · França                      | Maria Katharina Herceg · Alemanha           | [ 10 ]                                      |
| Dornbirn 2015 (detalhes)         | Alexandra Proklova · Rússia                 | Lea Johanna Dastich · Alemanha              | Léa Serna · França                          | [ 11 ]                                      |
| Erzurum 2017 (detalhes)          | Alina Zagitova · Rússia                     | Anastasia Hozhva · Ucrânia                  | Lucrezia Gennaro · Itália                   | [ 12 ]                                      |

### Duplas
| Evento               | Ouro                                                                           | Prata                                                                          | Bronze                                                                         | Ref.                                                                           |
| 1993–2001            | Não houve disputa de duplas; 2001: não houve competição da patinação artística | Não houve disputa de duplas; 2001: não houve competição da patinação artística | Não houve disputa de duplas; 2001: não houve competição da patinação artística | Não houve disputa de duplas; 2001: não houve competição da patinação artística |
| Bled 2003 (detalhes) | Arina Ushakova · Alexander Popov · Rússia                                      | Rebecca Handke · Daniel Wende · Alemanha                                       | Julia Beloglazova · Andriy Bekh · Ucrânia                                      | [ 5 ]                                                                          |
| 2005–2017            | Não houve disputa de duplas                                                    | Não houve disputa de duplas                                                    | Não houve disputa de duplas                                                    | Não houve disputa de duplas                                                    |

### Dança no gelo
| Evento                       | Ouro                                             | Prata                                              | Bronze                                             | Ref.                                        |
| Aosta 1993                   | Sylwia Nowak · Sebastian Kolasiński · Polônia    | Ekaterina Svirina · Sergei Sakhnovski · Rússia     | Agnes Jacquemard · Alexis Gayet · França           | [ 1 ]                                       |
| Andorra la Vella 1995        | Isabelle Delobel · Olivier Schoenfelder · França | Jolanta Bury · Łukasz Zalewski · Polônia           | Krisztina Szabó · Tamas Sari · Hungria             | [ 2 ]                                       |
| Sundsvall 1997 (detalhes)    | Federica Faiella · Luciano Milo · Itália         | Melanie Espejo · Michael Zenezini · França         | Eliane Hugentobler · Daniel Hugentobler · Suíça    | [ 3 ]                                       |
| Poprad-Tatry 1999 (detalhes) | Anastasia Litvinenko · Maxim Bolotin · Rússia    | Viktoria Polzykina · Alexander Shakalov · Polônia  | Myriam Trividic · Aurelien Geraud · França         | [ 4 ]                                       |
| 2001                         | Não houve competição da patinação artística      | Não houve competição da patinação artística        | Não houve competição da patinação artística        | Não houve competição da patinação artística |
| Bled 2003 (detalhes)         | Natalia Mikhailova · Arkadi Sergeev · Rússia     | Christina Beier · William Beier · Alemanha         | Alexandra Zaretsky · Roman Zaretsky · Israel       | [ 5 ]                                       |
| 2005–2007                    | Não houve disputa da dança no gelo               | Não houve disputa da dança no gelo                 | Não houve disputa da dança no gelo                 | Não houve disputa da dança no gelo          |
| Cieszyn 2009 (detalhes)      | Tatiana Baturintseva · Ivan Volobuiev · Rússia   | Ruslana Yurchenko · Oleksandr Liubchenko · Ucrânia | Gabriela Kubová · Petr Seknička · República Tcheca | [ 8 ]                                       |
| 2011–2017                    | Não houve disputa da dança no gelo               | Não houve disputa da dança no gelo                 | Não houve disputa da dança no gelo                 | Não houve disputa da dança no gelo          |